# Adolphe Adam
Adolphe Charles Adam (Parijs, 24 juli 1803 – aldaar, 3 mei 1856) was een Frans componist, muziekpedagoog en recensent.

## Levensloop
Adolphe Adam werd geboren in Parijs, waar zijn vader, de Elzasser Johann Ludwig Adam (1758 — 1848), componist, pianist alsook pianoleraar was aan het Conservatorium van Parijs. Adolphe Charles werd als amateur toegelaten op het Conservatoire national supérieur de musique van Parijs. Zijn eerste compositie was een operette, Pierre et Catherine, die voor het eerst in 1829 in de Opéra-Comique werd opgevoerd.
Adam was een componist, die het leven van de zonnige kant zag en het componeren niet als werk, maar als een soort van tijdverdrijf c.q. amusement zag. Dit ging zeker op voor de balletten die hij schreef, waarvan hij zei zijn inspiratie te halen, door naar het "benenwerk" van de dansers te kijken. Een van zijn bekendste balletten is Giselle uit 1841 dat anno 2015 nog vaak wordt uitgevoerd.
Het grootste deel van zijn werk is lichtvoetig en in hoofdzaak geschreven in de traditie van zijn leermeesters François Adrien Boieldieu en Daniel Auber.
Zijn oeuvre bestaat uit zo'n 90 werken, die zijn onder te verdelen in opera's, (qua genre uitgevoerd als opéra comique of singspiel), vaudevilles, balletten, incidentele muziek en theatrale cantates.
In 1847 richtte hij het Théâtre National op, waaruit later het Théâtre de la Ville zou ontstaan. Hij was vanaf 1849 professor in compositie aan het Conservatoire national supérieur de musique te Parijs.
Adam overleed in Parijs op 52-jarige leeftijd.

## Composities

### Muziektheater

#### Opera's
| Voltooid in | titel                                                                                | aktes   | première                                                                     | libretto |
| ----------- | ------------------------------------------------------------------------------------ | ------- | ---------------------------------------------------------------------------- | --- |
| 1829        | Le jeune propriétaire et le vieux fermier                                            | 3 aktes | 6 februari 1829, Parijs, Théâtre des Nouveautés                              | Armand d'Artois |
| 1829        | Pierre et Catérine                                                                   | 1 akte  | 9 februari 1829, Parijs, Opéra-Comique                                       | Henri Vernoy de Saint-Georges |
| 1830        | Danilowa                                                                             | 3 aktes | 23 april 1830, Parijs, Opéra-Comique                                         | Jean-Baptiste-Charles Vial en Paul Duport |
| 1830        | Les trois Cathérine                                                                  | 3 aktes | 26 juli 1830, Parijs, Théâtre des Nouveautés                                 | Guillaume Edouard Monnais en Paul Duport |
| 1830        | Trois jours en une heure                                                             | 1 akte  | 21 augustus 1830, Parijs, Opéra-Comique                                      | Jules-Hoseph Gabriel de Lurieu en Auguste-Michel Benoît Gaudichot Masson                                                                       |
| 1830        | Joséphine ou Le retour de Wagram                                                     | 1 akte  | 2 december 1830, Parijs, Opéra-Comique                                       | Jules-Hoseph Gabriel de Lurieu en Ferdinand Simon de Laboullaye                                                                                |
| 1831        | Le morceau d'ensemble                                                                | 1 akte  | 7 maart 1831, Parijs                                                         | Frédéric de Courcy en Pierre François Adolphe Carmouche                                                                                        |
| 1831        | Le grand prix ou Le voyage à frais communs                                           | 3 aktes | 9 juli 1831, Parijs, Opéra-Comique                                           | Jules-Hoseph Gabriel de Lurieu en Auguste-Michel Benoît Gaudichot Masson                                                                       |
| 1831        | Casimir ou Le premier tête-à-tête                                                    | 2 aktes | 1 december 1831, Parijs, Théâtre des Nouveautés                              | Charles Desnoyers |
| 1832        | His First Campaign                                                                   | 2 aktes | 1 oktober 1832, Londen, Royal Opera House Covent Garden                      | |
| 1832        | The Dark Diamond                                                                     | 3 aktes | 5 november 1832, Londen, Royal Opera House                                   | |
| 1832        | Le proscrit ou Le tribunal                                                           | 3 aktes | 18 september 1833, Parijs, Opéra-Comique                                     | Joseph-Xavier-Boniface Saintine en Pierre François Adolphe Carmouche                                                                           |
| 1833-1834   | Une bonne fortune                                                                    | 1 akte  | 23 januari 1834, Parijs, Opéra-Comique                                       | Louis Second, genoemd A. Féréol en Guillaume Edouard Monnais                                                                                   |
| 1834        | Le Chalet                                                                            | 1 akte  | 25 september 1834, Parijs, Opéra-Comique                                     | Augustin Eugène Scribe en Anne-Honoré-Joseph Duveyrier genoemd: Mélesville, naar het zangspel "Jery und Bäteli" van Johann Wolfgang von Goethe |
| 1835        | La marquise                                                                          | 1 akte  | 28 februari 1835, Parijs, Opéra-Comique                                      | Henri Vernoy de Saint-Georges en Adolphe de Leuven, pseudoniem van Adolphe de Ribbing                                                          |
| 1835        | Micheline ou L'Heure de l'esprit                                                     | 1 akte  | 29 juni 1835, Parijs, Opéra-Comique                                          | Auguste-Michel Benoît Gaudichot Masson, Théodore-Ferdinand Vallou de Villeneuve en Amable-Villain de Saint-Hilaire                             |
| 1836        | Le Postillon de Lonjumeau                                                            | 3 aktes | 30 oktober 1836, Parijs, Opéra-Comique                                       | Adolphe de Leuven en Léon-Lévy Brunswick |
| 1838        | Le fidèle berger                                                                     | 3 aktes | 6 januari 1838, Parijs, Opéra-Comique                                        | Augustin Eugène Scribe en Léon-Lévy Brunswick                                                                                                  |
| 1838        | Le brasseur de Preston                                                               | 3 aktes | 31 oktober 1838, Parijs, Opéra-Comique                                       | Adolphe de Leuven en Léon-Lévy Brunswick |
| 1838-1839   | Régine ou Les deux nuits                                                             | 2 aktes | 17 januari 1839, Parijs, Opéra-Comique                                       | Augustin Eugène Scribe |
| 1839        | La reine d'un jour                                                                   | 3 aktes | 19 september 1839, Parijs, Opéra-Comique                                     | Augustin Eugène Scribe en Henri Vernoy de Saint-Georges                                                                                        |
| 1840        | La rose de Péronne                                                                   | 3 aktes | 12 december 1840, Parijs, Opéra-Comique                                      | Adolphe de Leuven en Adolphe Philippe Dennery                                                                                                  |
| 1841        | La main de fer ou Un mariage secret                                                  | 3 aktes | 26 oktober 1841, Parijs                                                      | Augustin Eugène Scribe en Adolphe de Leuven |
| 1842        | Le roi d'Yvetôt                                                                      | 3 aktes | 13 oktober 1842, Parijs, Opéra-Comique                                       | Adolphe de Leuven en Léon-Lévy Brunswick |
| 1843        | Lambert Simnel; van Hippolyte Monpou, naar zijn overleden door Adolphe Adam voltooid | 3 aktes | 14 september 1843, Parijs, Opéra-Comique                                     | Augustin Eugène Scribe en Anne-Honoré-Joseph Duveyrier genoemd: Mélesville                                                                     |
| 1844        | Cagliostro                                                                           | 3 aktes | 10 februari 1844, Parijs, Opéra-Comique                                      | Augustin Eugène Scribe en Henri Vernoy de Saint-Georges                                                                                        |
| 1844        | Richard en Palestine                                                                 | 3 aktes | 7 oktober 1844, Parijs, Opéra Garnier                                        | Paul Foucher |
| 1847        | La bouquetière                                                                       | 1 akte  | 31 mei 1847, Parijs, Opéra Garnier                                           | Hippolyte Lucas |
| 1847        | Les premiers pas ou Les deux génies ou Les mémoires de la blanchisseuse              | proloog | 15 november 1847, Parijs, gecomponeerd voor de opening van de Opéra-National | |
| 1848        | Giralda ou La nouvelle psyché                                                        | 3 aktes | 20 juli 1850, Parijs, Opéra-Comique                                          | Augustin Eugène Scribe |
| 1849        | Le toréador ou L'accord parfait                                                      | 3 aktes | 18 mei 1849, Parijs, Opéra-Comique                                           | Thomas Marie François Sauvage |
| 1849        | Le fanal                                                                             | 2 aktes | 24 december 1849, Parijs, Opéra Garnier                                      | Henri Vernoy de Saint-Georges |
| 1851        | Le farfadet                                                                          | 1 akte  | 19 maart 1852, Parijs, Opéra-Comique                                         | François-Antoine-Eugène de Planard |
| 1852        | La poupée de Nuremberg                                                               | 1 akte  | 21 februari 1852, Parijs, Opéra-National                                     | Adolphe de Leuven en Arthur de Beauplan, naar Ernst Theodor Amadeus Hoffmanns "Nachtstücke in Callots Manier", «Der Sandmann», (1817)          |
| 1852        | Si j'étais roi                                                                       | 3 aktes | 4 september 1852, Parijs, Théâtre-Lyrique                                    | Adolphe Philippe Dennery en Jules-Henri Brésil, naar "Duizend-en-één-nacht"                                                                    |
| 1852-1853   | Le sourd ou L'auberge pleine                                                         | 3 aktes | 2 februari 1853, Parijs, Opéra-Comique                                       | Adolphe de Leuven en Ferdinand Langlé, naar Pierre-Jean-Baptiste Choudard-Desforges                                                            |
| 1853        | Le roi des halles                                                                    | 3 aktes | 11 april 1853, Parijs, Théâtre-Lyrique                                       | Adolphe de Leuven en Léon-Lévy Brunswick |
| 1853        | Le bijou perdu                                                                       | 3 aktes | 6 oktober 1853, Parijs, Théâtre-Lyrique                                      | Adolphe de Leuven en Philippe-Augste-Alfred Pittaud de Forges                                                                                  |
| 1854        | Le muletier de Tolède                                                                | 3 aktes | 16 december 1854, Parijs, Théâtre-Lyrique                                    | Adolphe Philippe Dennery en Louis-François Clairville                                                                                          |
| 1854        | À Clichy, épisode de la vie d'un artiste                                             | 1 akte  | 24 december 1854, Parijs, Théâtre-Lyrique                                    | Adolphe Philippe Dennery en Eugène Grangé |
| 1855        | Le Houzard de Berchini                                                               | 2 aktes | 17 oktober 1855, Parijs, Opéra-Comique                                       | Joseph-Bernard Rosier |
| 1855-1856   | Mam'zelle Geneviève                                                                  | 2 aktes | 22 maart 1856, Parijs, Théâtre-Lyrique                                       | Adolphe de Leuven, Arthur Rousseau de Beauplan en Léon-Lévy Brunswick                                                                          |
| 1855-1856   | Falstaff                                                                             | 1 akte  | 18 januari 1856, Parijs, Théâtre-Lyrique                                     | Adolphe de Leuven en Henri Vernoy de Saint-Georges, naar William Shakespeares, "The Merry Wives of Windsor"                                    |
| 1856        | Les pantins de Violette                                                              | 1 akte  | 29 april 1856, Parijs, Bouffes Parisiens                                     | Léon Battu |
|             | Le Dernier bal                                                                       |         | niet uitgevoerd                                                              | Augustin Eugène Scribe |

#### Operette
| Voltooid in | titel                                     | aktes  | première                                     | libretto                                                          |
| ----------- | ----------------------------------------- | ------ | -------------------------------------------- | ----------------------------------------------------------------- |
| 1827        | Le mal du pays ou La bâtelière de Brientz | 1 akte | 28 december 1827, Parijs, Théâtre du Gymnase | Eugène Scribe en Anne-Honoré-Joseph Duveyrier genoemd: Mélesville |

#### Balletten
| Voltooid in | titel                                                             | aktes                           | première                                             | libretto                                                                                    | choreografie                  |
| ----------- | ----------------------------------------------------------------- | ------------------------------- | ---------------------------------------------------- | ------------------------------------------------------------------------------------------- | ----------------------------- |
| 1830        | La chatte blanche; samen met: Casimir Gide                        |                                 | 26 juli 1830, Parijs, Théâtre des Nouveautés         |                                                                                             |                               |
| 1832        | Faust                                                             | 3 aktes                         | 1832, Londen                                         |                                                                                             |                               |
| 1836        | La fille du Danube                                                | 2 aktes, 4 taferelen            | 21 september 1836, Parijs, Opéra Garnier             | Eugène Desmares                                                                             | Filippo Taglioni              |
| 1837        | Les Mohicans                                                      | 2 aktes                         | 5 juli 1837, Parijs, Opéra Garnier                   |                                                                                             | F. Guerra                     |
| 1840        | L'écumeur des mers                                                |                                 |                                                      |                                                                                             |                               |
| 1840        | Les Hamadryades                                                   | 2 delen                         | 28 april 1840, Berlijn, Koninklijk Theater           |                                                                                             | de Colombey en Paolo Taglioni |
| 1841        | Giselle ou Les willis                                             | 2 aktes                         | 28 juni 1841, Parijs, Opéra Garnier                  | Théophile Gautier en Jules Henri Vernoy de Saint-Georges, naar Heinrich Heine               | Jean Coralli en Jules Perrot  |
| 1842        | La jolie fille de Gand (Het mooie meisje van Gent)                | 3 aktes, 9 taferelen            | 22 juni 1842, Parijs, Opéra Garnier                  | Jules Henri Vernoy de Saint-Georges en van de componist                                     | Albert en de componist        |
| 1843        | Le Diable à Quatre                                                | 2 aktes, 4 scènes               | 11 augustus 1845, Parijs, Opéra Garnier              | Adolphe de Leuven, naar Jean Michel Sedaine, "The Devil to Pay" of "The Wives Metamorhosed" | Joseph Mazilier               |
| 1845        | La fille de marbre                                                |                                 |                                                      |                                                                                             |                               |
| 1848        | Griseldis ou Les cinq sens                                        | 3 aktes, 5 taferelen            | 16 februari 1848, Parijs, Académie Royale de Musique | Philippe François Pinel Dumanoir                                                            | N. Mazilier                   |
| 1849        | Le filleule des fées; samen met: A. de Clémenceau de Saint-Julien | 3 aktes, 7 taferelen            | 8 oktober 1849, Parijs, Opéra Garnier                | Jules Perrot en Jules Henri Vernoy de Saint-Georges                                         | Jules Perrot                  |
| 1852        | Orfa                                                              | 2 aktes                         | 29 december 1852, Parijs, Opéra Garnier              | François-Hippolyte Levroy en Henri Trianon                                                  | N. Mazilier                   |
| 1855-1856   | Le Corsaire                                                       | 3 aktes, 5 taferelen en epiloog | 3 januari 1856, Parijs, Opéra Garnier                | Jules Henri Vernoy de Saint-Georges, naar George Gordon Byron, "The Corsair"                | Joseph Mazilier               |

#### Toneelmuziek
- 1828 Guillaume Tell - première: 6 juni 1828, Parijs, Théâtre Vaudeville
- 1829 Isaura - première: 1 oktober 1829, Parijs, Théâtre des Nouveautés
- 1852 La Faridondaine, samen met: Louis Adolphe de Groot - première: 30 december 1852, Parijs, Porte St. Martin

### Vocale muziek
- 1847 Cantique de Noël, voor zangstem en piano - tekst: Placide Cappeau (1808-1877)

## Publicaties
- Souvenirs d'un musicien, Paris: Michel Levy Freres, 1857